# Ludwigsturm (Bad Kissingen)
Der Ludwigsturm von Bad Kissingen befindet sich auf dem Staffelsberg in der bayerischen Kurstadt. Der Turm ist im Gedenken an die Wittelsbacher nach König Ludwig I. benannt. Er gehört zu den Bad Kissinger Baudenkmälern und ist unter der Nummer D-6-72-114-21 in der Bayerischen Denkmalliste registriert.

## Geschichte
Die Idee zum Bau des Turmes geht auf den damaligen Kissinger Bürgermeister Carl Fürst zurück. Die Einweihung fand nach zweijähriger Bauzeit am 29. August 1883 durch Fürsts Nachfolger, Bürgermeister Theobald von Fuchs, statt. Im Jahre 1912 wurde eine Erhöhung geplant, die jedoch nicht verwirklicht wurde.
Von Anfang an war der Turm als Aussichtsturm populär. Dieser Status ist inzwischen durch den hohen Baumwuchs rund um den Turm verloren gegangen. Heute existiert direkt neben dem Turm ein Schulungszentrum des Diözesanverbands Würzburg der Deutschen Pfadfinderschaft Sankt Georg.
Der 25 m hohe Ludwigsturm ist bereits seit mehreren Jahren baufällig und musste im Jahr 2008 für den Publikumsverkehr gesperrt werden. Im März 2012 gab der Bad Kissinger Stadtrat bekannt, dass für eine Generalsanierung, deren Kosten sich auf 120.000 Euro belaufen würden, kein Geld zur Verfügung steht. Ein Abriss des Turmes steht ebenfalls nicht zur Debatte, da zum einen auch die dafür nötigen 40.000 Euro fehlen und zum anderen der Turm auf der Denkmalschutzliste steht.

## Architektur
Der aus Sandstein gebaute Turm hat eine quadratische Grundfläche und ist quaderförmig gebaut.

## Rundfunksender
Der Ludwigsturm dient auch zur Verbreitung des Radioprogramms von Radio Primaton auf 90,5 MHz mit 100 W-Leistung.